# Armen- und Waisenhaus an der Schmiedestraße

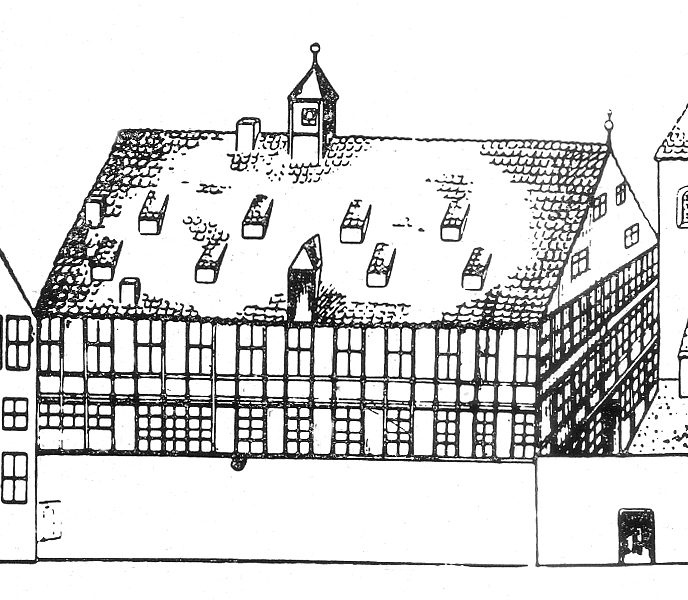
Zeichnung des Armen- und Waisenhauses durch den Chronisten Johann Heinrich Redecker um 1730

Das Armen- und Waisenhaus an der Schmiedestraße, auch Herberge des Herrn genannt, war ein im 17. Jahrhundert entstandenes städtisches Armen- und Waisenhaus in Hannover, das heute nicht mehr vorhanden ist. Die vom Kaufmann Johann Duve gestiftete Einrichtung befand sich an der Stadtmauer neben dem Steintor, einem früheren Stadttor der Stadtbefestigung Hannover. Heute ist dies ein Bereich auf dem Marstallplatz in Höhe der Reitwallstraße.

## Geschichte und Beschreibung

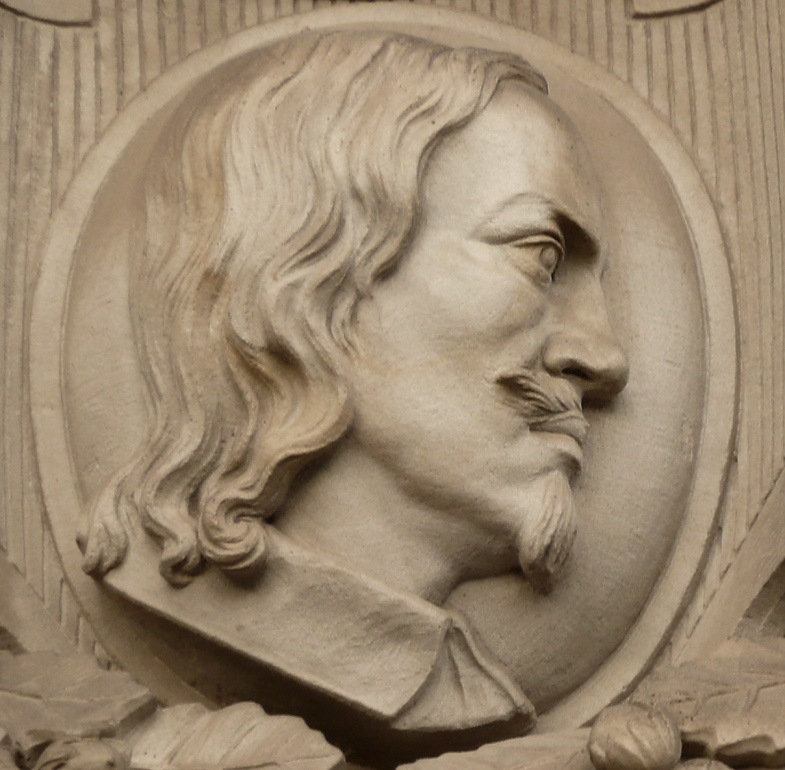
Gründer Johann Duve

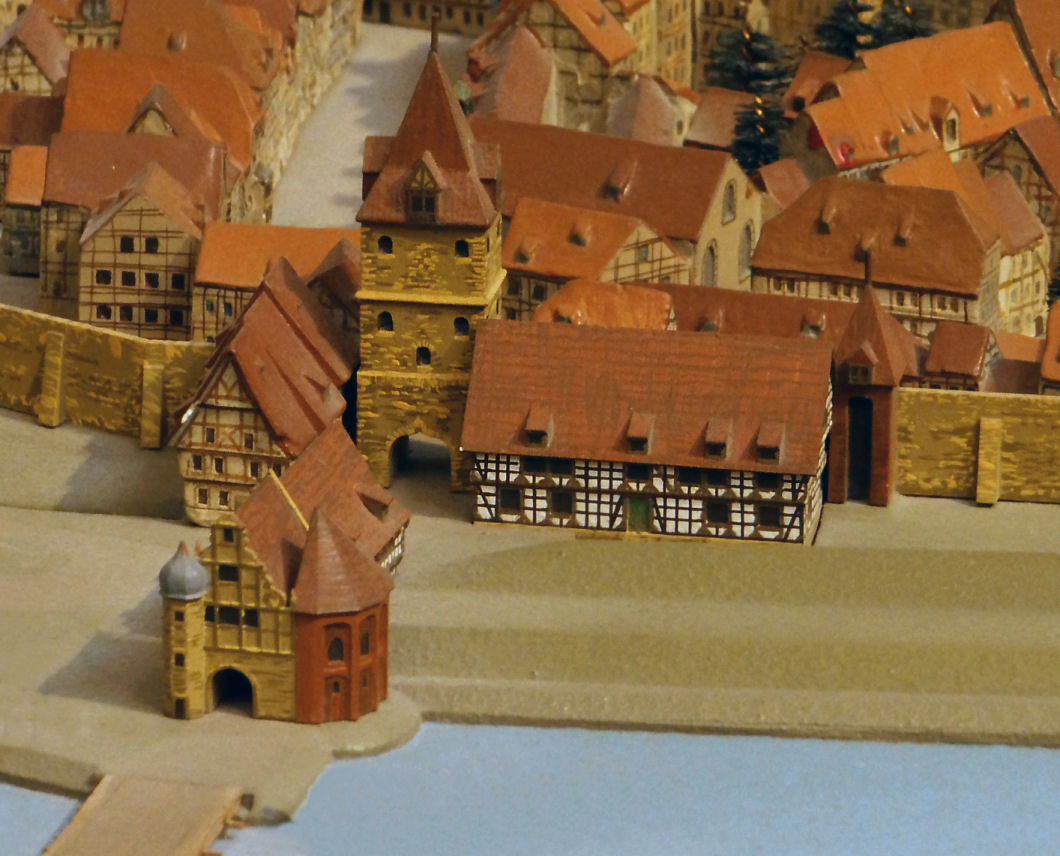
Das Armen- und Waisenhaus neben dem Steintor auf dem Stadtmodell Hannover von 1689

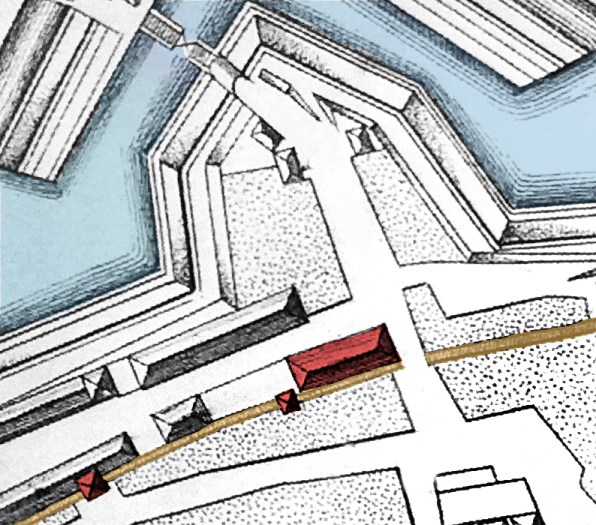
Lage des Armen- und Waisenhauses (rot) an der Außenseite der Stadtmauer (braun) mit roten Mauertürmen, um 1750

Die Einrichtung für Bedürftige, die von der Stadt betrieben wurde, stifteten 1643 der hannoversche Kaufmann Johann Duve und seine Ehefrau Elisabeth, geb. Kolvenrott. Dies erfolgte während des Dreißigjährigen Kriegs, als in der Stadt große Armut herrschte, verstärkt durch die zahlreichen Flüchtlinge vom Lande. Das Haus nahm 40 lahme, blinde und verarmte Männer sowie Frauen und 60 Waisen beiderlei Geschlechts auf. Es wurden kurzzeitig auch kranke und arme Fremde beherbergt. Duves Anliegen war, die Armen und Gebrechlichen von der Straße zu holen und die Bettelei abzustellen. Allerdings bestand er darauf, dass gesunde Arme ihre Kosten selbst verdienen mussten. Diese setzte er als Arbeitskräfte in seinen Spinnereien und Webereien ein. Die Waisenkinder wurden unterrichtet.
Zum Bau des 1643 eingeweihten Armen- und Waisenhauses stellte der Rat der Stadt Hannover ein Grundstück an der Schmiedestraße zur Verfügung. Der Bau lag an der Außenseite der Stadtmauer, die als Gebäudewand genutzt wurde. Die Mauer war durch den Hannover umgebenden Festungsring zu dieser Zeit bereits militärisch bedeutungslos. Das Armen- und Waisenhaus lag neben dem Steintor als heute nicht mehr existentem Stadttor. Direkt westlich schlossen Remisen und Stallgebäude der Hofmarställe am Hohen Ufer an, die sich bis zum Hohen Ufer an der Leine hinzogen.
Johann Duve als Stifter des Armen- und Waisenhauses war in höherem Alter in wirtschaftliche Schwierigkeiten geraten. Im Jahre 1675 hatte er dem dänischen König einen Kredit in Höhe von 180.000 Talern zur Verfügung gestellt, wofür er seinen gesamten Grundbesitz verpfändet hatte. Das Schiff samt transportiertem Vermögen versank auf hoher See und der König verweigerte die Rückzahlung. Anschließend habe er der Legende nach Unterkunft in dem von ihm 1643 gegründeten Armenhaus Haus des Herrn suchen müssen und sei dort im Jahre 1679 verstorben. Er verstarb jedoch in seinem Haus am Markt an der Marktkirche, in dem er einem alten Register zufolge bis zu seinem Tode wohnte.
Im Jahr 1813 beherbergte das Haus laut Aufzeichnungen 38 Arme und 14 Waisen.
1826 war das Armen- und Waisenhaus in das vormalige Hotel London-Schenke in der Calenberger Neustadt verlegt worden.

## Stadtarchäologische Untersuchungen 2016

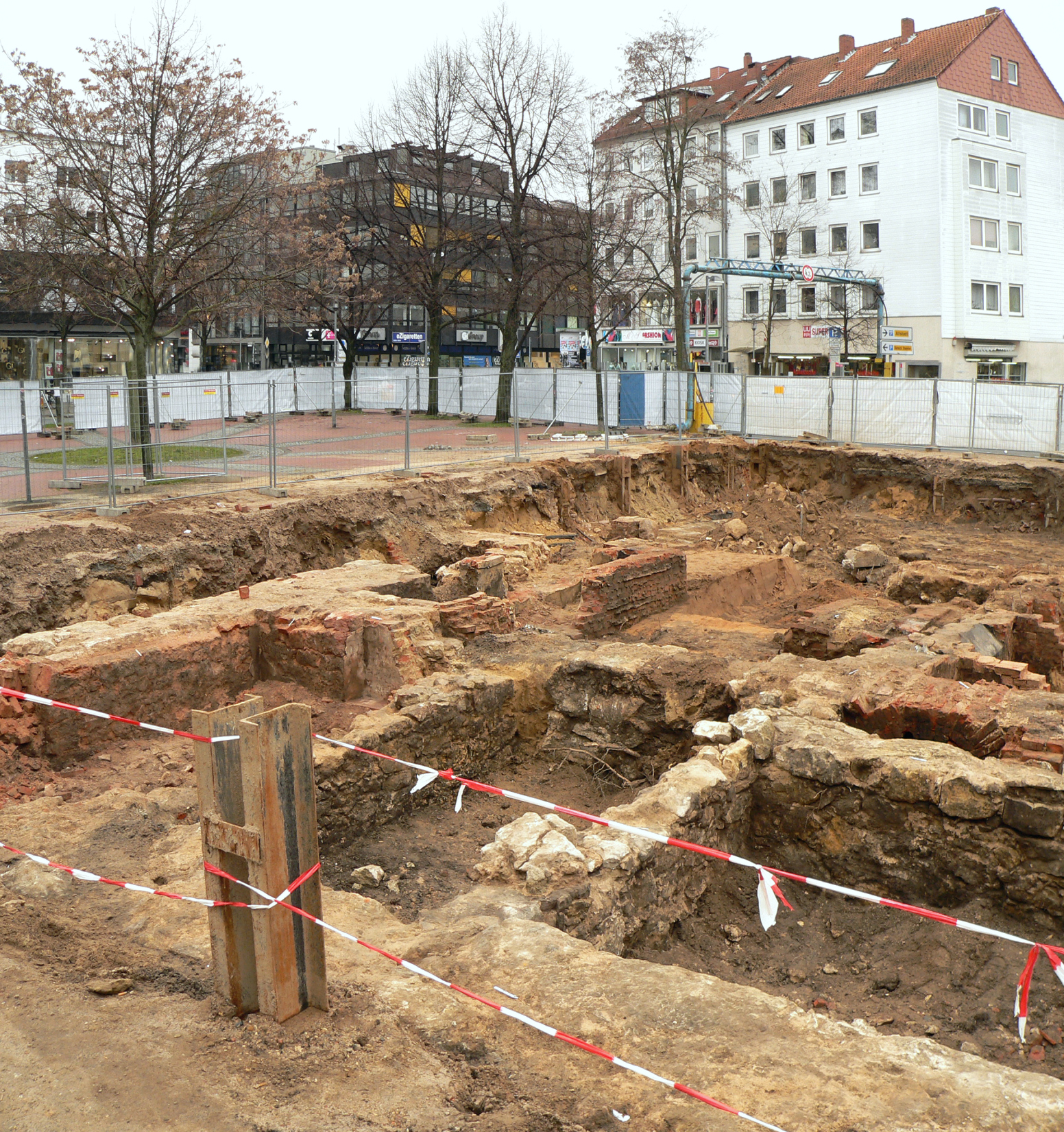
Freigelegte Reste eines Sandsteingebäudes vermutlich aus den 1740er Jahren im östlichen Bereich des Marstallplatzes, 2016

Das Armen- und Waisenhaus befand sich im östlichen Bereich des rund 6000 m² großen und langgestreckten Marstallplatzes, der in den letzten Jahrzehnten als Parkplatz genutzt wurde. Dort entstand im Zuge des Umgestaltungsprojektes Hannover City 2020 + ab dem Jahr 2016 eine Bebauung auf einem etwa 1200 m² großen Grundstück durch ein mehrstöckiges Wohn- und Geschäftsgebäude. In diesem Bereich fanden noch vor Beginn der Baumaßnahmen stadtarchäologische Untersuchungen statt, die in Zusammenhang mit zeitgleichen Ausgrabungen der Hofmarställe am Hohen Ufer standen. Die archäologischen Maßnahmen führte ein Grabungsunternehmen mit fachlicher Begleitung der städtischen Denkmalbehörde und des Niedersächsischen Landesamtes für Denkmalpflege durch. Die dadurch entstandenen Kosten trug, gemäß dem im Niedersächsischen Denkmalschutzgesetz festgeschriebenen Verursacherprinzip, der Bauherr.
Anfangs sahen die Archäologen nur eine geringe Wahrscheinlichkeit für aufschlussreiche Befunde, da sich im Grabungsbereich in den 1950er Jahren eine Tankstelle mit unterirdischen Tanks befand.  Mit den etwa drei Monate anhaltenden und bis in 4,5 Meter Tiefe reichenden Ausgrabungen 2016 erhofften sich die Archäologen in Siedlungsschichten des früheren Hannovers aus dem 12. und 13. Jahrhundert vorzudringen. Zunächst stießen sie auf Reste des 1643 erbauten Armen- und Waisenhauses, in denen sich 31 Miniatur-Nachttöpfe fanden. Der Keller des Armen- und Waisenhauses wurde mit modernen Einbauten bis zu den Gebäudezerstörungen durch die Luftangriffe auf Hannover im Zweiten Weltkrieg genutzt. Daneben fanden sich die Baureste eines Sandsteingebäudes, dessen Entstehungszeit sich etwa in die 1740er Jahre datieren ließ. Im Keller fand sich ein Brunnen. Es wird vermutet, dass es sich um ein Militärgebäude als Teil der Bastionärsbefestigung der Stadt handelte. Die Archäologen konnten nachweisen, dass es sich bei einer 20 Meter langen Seitenwand des Gebäudes um die Stadtmauer handelte. Sie stand in einem verfüllten Graben, bei dem es sich vermutlich um den ältesten Graben der Stadtbefestigung handelte.
Zu den Fundstücken der Ausgrabung zählen Apothekergefäße und Keramikteile, wie farbige Fayencen aus der Mitte des 18. Jahrhunderts, eine ornamentierte Schüsselkachel aus dem 16. oder 17. Jahrhundert und neugotische Kaminbekleidungen.